# 百済王善光
百済王 善光（くだらのこにきし ぜんこう）は、飛鳥時代の百済王族。名は扶余勇・禅広・余禅広など複数が確認されている。百済の第31代国王・義慈王の子。冠位は正広肆、贈正広参。

## 経歴
舒明朝に百済国王・義慈王によって兄・豊璋と共に百済から人質に出され宮家に近侍した。その後、斉明天皇6年（660年）の百済の滅亡や、天智天皇元年（662年）の豊璋の百済帰国、天智天皇2年（663年）の白村江の戦いなどがあったが、善光は帰国せず日本に留まる。白村江の戦いにより帰国が不可能となった善光は、天智天皇3年（664年）居住地を難波に定められた。
天武天皇4年（675年）元旦の儀では、新羅仕丁や舎衛女などとともに薬・珍物を献上している。朱鳥元年（686年）天武天皇の葬儀において、孫の良虞が善光の代理として誄を宣べている。
持統朝に入ると百済王の氏姓を与えられると共に、持統天皇5年（691年）までに正広肆（のちの三位相当）の冠位を受けており、日本において廷臣化し、既存の主要豪族並の待遇を受けていた様子が見られる。なお同年には加封100戸を受け既存分と合わせて封戸200戸を与えられた。持統天皇7年（693年）正月に正広参の贈位と賻物を受けており、この少し前に没したと思われる。

## 系譜
- 父：義慈王[1]
- 母：不詳
- 妻：不詳
  - 男子：百済王昌成（?-674）[1]